# Општина Бијело Поље
Општина Бијело Поље са сједиштем у истоименом граду, привредни је, саобраћајни и културни центар на сјеверу Републике Црне Горе. То је трећа општина у Црној Гори по броју становника, а четврта по површини. Према попису из 2011. године, општина има око 46.676 становника. Према резултатима пописа из 2023. године имала је 38.662 становника.

## Привреда
Општина Бијело Поље располаже значајним индустријским капацитетима у области обућарске и текстилне индустрије, металопрераде и дрвопрераде, као и прерађивачким капацитетима у области пољопривреде. Ово подручје нарочито је погодно за развој сточарства и воћарства.
Дугорочна перспектива развоја општине је у активирању налазишта минералних и термалних вода, отварању планине Бјеласице са свим њеним потенцијалима за развој туризма и пољопривреде и отварање Ђаловића пећине, која по својим габаритима и богатству пећинских украса превазилази Постојнску јаму у Словенији.
Лим и његове бистре притоке богати су племенитим врстама рибе, а близина Бјеласице са њеним пашњацима и језерима и изванредним теренима за скијашке спортове, затим излетиште Кисјеле воде удаљено свега 3 km од центра града, чине Бјелопољску општину врло перспективном туристичком дестинацијом.
У општини је свега 7.500 запослених, а незапослених по евиденцији Завода за запошљавање има 8.700.

## Култура
Бројни су остаци духовне културе из прошлости овог краја као што су: црква Св. Николе у Никољцу, Светог Јована у Затону, Светог Томе на Брзави, Светог Николе у Подврху, Свете Тројице у Мајсторовини, Свете Богородице у Вољавцу, остаци Хајдар-пашине џамије у Радулићима, камени мост на Бистрици у мјесту Лозна Лука, Гушмирска џамија у Бијелом Пољу и др.
Међу споменицима културе свакако је најзначајнија црква Светог Петра и Павла, саграђена у 12. веку12. вијеку. О њеном значају у средњовјековној држави, најбоље говори податак да је 1254. године епископска столица из Стона пренесена овдје. Ктитор овог храма, хумски кнез Мирослав, брат Стефана Немање, је даровао својој задужбини јеванђеље, један од најстаријих и најљепших рукописа написаних ћирилицом на пергаменту и украшен иницијалима и минијатурама јарких боја у позлати.
У цркви Светог Николе у Никољцу фреско–ансамбл је скоро у потпуности очуван. Поред иконостаса, својом љепотом и умјетничком вриједношћу издвајају се три иконе настале у првој половини 13. вијека и двери познатих бјелопољских сликара Лазовића, као и многе друге црквене реликвије. Ипак, највећа драгоцјеност ове цркве је библиотека која чува 84 рукописних и 97 штампаних књига, међу којима је најинтересантније Четворојеванђеље с краја 14. вијека писаном на пергаменту.
На улазу у Ђаловића клисуру, на локалитету Подврх, налази се црква Светог Николе, у којој је пронађено Дивошево јеванђеље – књига написана у славу босанског племића Дивоша Тихорадића. Драгуљ ове цркве је иконостас који је задивио поклонике умјетности од Сарајева до Париза на изложби Умјетност на тлу Југославије од праисторије до данас.
Близу ушћа Бистрице у Лим, у мјесту Лозна Лука, на ријеци Бистрици још увијек одолијева времену камени мост, најстарији споменик из турског доба на овим просторима. О мостовима на Лиму мало се зна, а запис о старим мостовима био је најчешће узгредан и не много важан помена, јер су мостови обично били у сјенци монументалне средњовјековне архитектуре. Први помени моста на Лиму датирају из 15. вијека. На мјесту које се зове Видојевина, у близини данашњег насеља Ракоње, пронађени су остаци моста преко којега се одвијао каравански пут ка Никољ–пазару. На том мосту постојала је царина, коју су држали Припчиновићи, по којима је највјероватније и оближње насеље добило назив Припчићи. У једном запису из 1570. године говори се да је велика вода однијела мост на Лиму. Мост на Лиму имао је и војни значај, јер се на крају моста налазила капија за улаз у Бијело Поље из правца Сјенице и Новог Пазара. Стражара на мосту постојала је све до новембра 1896. године, када је после великих поплава Лим однио и мост и стражару. О овој поплави лист Цариградски гласник (број 44 из 1896. г.) доноси вијест да је мост на Лиму у Бијелом Пољу 11. новембра 1896. године однијела велика вода. Узрок оваквој поплави била је киша која је падала 11 дана, па су поплаве угрозиле читаво Полимље. Ниво воде Лима, на ушћу у Дрину, преко 15 km је био изнад нормалног водостаја. Никољац је тада био одсјечен од града 40 дана све док се Лим није повукао у своје корито. Одмах након рушења моста, грађани Бијелог Поља почели су подизање новог моста, на истом мјесту, али са тврдим каменим стубом у средини корита и са јаким каменим позидама на обали. Поред средстава добијених од државе, многи Бјелопољци дали су новчане прилоге. Тако је на примјер трговац Хаџи-Миле Вукојичић приложио суму од 650 гроша и преузео обавезу да издржава једног радника док се мост не заврши. Због недостатка средстава није се изградио камени мост како је било планирано већ је обновљен стари – дрвени мост са лијепо озиданом каменом стопом у кориту. По причању старијих Бјелопољаца мост је градио неки Стево Пријепољац, који је касније остао да живи у Бијелом Пољу.

## Насеља
Новом Одлуком о одређивању назива и опису граница насеља на подручју општине Бијело Поље и изменама Закона о територијалној организацији Црне Горе, на територији општине Бијело Поље је формирана нова мрежа насеља. Најзначајније измене су укидање насеља Корита и градског насеља Бијело Поље. Од подручја ова два насеља и делова других насеља су формирана нова насељена мјеста: Бабића Бријег (градско насеље), Бање Село, Биоковац, Биоча, Бистрица, Брестовик, Брзава, Брчве, Вергашевићи, Врбе, Гојевићи, Горице, Горњи Дио Града, Дупљаци, Кашевари, Кнежевићи, Краденик, Крстаче, Крушево (градско насеље), Ливадице, Липница (градско насеље), Личине, Махала, Медановићи (градско насеље), Никољац (градско насеље), Ограде, Олуја, Писана Јела, Прушка (градско насеље), Ракља, Рибаревине, Ријеке (градско насеље), Слатка, Стројтаница, Сутиван, Сушица, Ћуковац (градско насеље), Ушановићи, Центар Града (градско насеље), Чампар и Шоља. Поједина насеља су добила статус градских насеља: Лозница, Љешница, Недакуси, Обров, Поткрајци, Припчићи, Ракоње, Расово и Џафића Брдо.

## Становништво

### Национални састав становништва општине по попису 2023. године
| Национални састав (са уделом преко 1%)‍ | Национални састав (са уделом преко 1%)‍ | Национални састав (са уделом преко 1%)‍ | Национални састав (са уделом преко 1%)‍ | Национални састав (са уделом преко 1%)‍ |
| -------------------------------------- | -------------------------------------- | -------------------------------------- | -------------------------------------- | -------------------------------------- |
|                                        |                                        |                                        |                                        |                                        |
| Срби                                   | Срби                                   |                                        | 16.675                                 | 43,13%                                 |
| Бошњаци                                | Бошњаци                                |                                        | 12.315                                 | 31,85%                                 |
| Црногорци                              | Црногорци                              |                                        | 5.751                                  | 14,88%                                 |
| Муслимани                              | Муслимани                              |                                        | 2.916                                  | 7,54%                                  |
| остали                                 | остали                                 |                                        | 719                                    | 1,86%                                  |
| неизјашњени                            | неизјашњени                            |                                        | 288                                    | 0,74%                                  |
| укупно: 38.662                         |                                        |                                        |                                        |                                        |

### Национални састав становништва општине по попису 2011. године
| Национални састав (са уделом преко 1%)‍ | Национални састав (са уделом преко 1%)‍ | Национални састав (са уделом преко 1%)‍ | Национални састав (са уделом преко 1%)‍ | Национални састав (са уделом преко 1%)‍ |
| -------------------------------------- | -------------------------------------- | -------------------------------------- | -------------------------------------- | -------------------------------------- |
|                                        |                                        |                                        |                                        |                                        |
| Срби                                   | Срби                                   |                                        | 16.562                                 | 35,96%                                 |
| Бошњаци                                | Бошњаци                                |                                        | 12.592                                 | 27,34%                                 |
| Црногорци                              | Црногорци                              |                                        | 8.808                                  | 19,13%                                 |
| Муслимани                              | Муслимани                              |                                        | 5.985                                  | 13,00%                                 |
| остали                                 | остали                                 |                                        | 1.152                                  | 2,50%                                  |
| неизјашњени                            | неизјашњени                            |                                        | 952                                    | 2,07%                                  |
| укупно: 46.676                         |                                        |                                        |                                        |                                        |

### Верски састав становништва општине по попису 2023. године
| Верски састав‍       | Верски састав‍       | Верски састав‍ | Верски састав‍ | Верски састав‍ |
| ------------------- | ------------------- | ------------- | ------------- | ------------- |
|                     |                     |               |               |               |
| Православци         | Православци         |               | 20.956        | 54,20%        |
| Муслимани           | Муслимани           |               | 17.202        | 44,49%        |
| атеисти и агностици | атеисти и агностици |               | 114           | 0,30%         |
| остали              | остали              |               | 104           | 0,53%         |
| неизјашњени         | неизјашњени         |               | 186           | 0,48%         |

### Верски састав становништва општине по попису 2011. године
| Верски састав‍       | Верски састав‍       | Верски састав‍ | Верски састав‍ | Верски састав‍ |
| ------------------- | ------------------- | ------------- | ------------- | ------------- |
|                     |                     |               |               |               |
| Православци         | Православци         |               | 24.662        | 53,55%        |
| Муслимани           | Муслимани           |               | 19.640        | 42,65%        |
| атеисти и агностици | атеисти и агностици |               | 85            | 0,18%         |
| остали              | остали              |               | 1.242         | 2,70%         |
| неизјашњени         | неизјашњени         |               | 422           | 0,92%         |

### Језички састав становништва општине по попису 2023. године
| Језички састав (са уделом преко 1%)‍ | Језички састав (са уделом преко 1%)‍ | Језички састав (са уделом преко 1%)‍ | Језички састав (са уделом преко 1%)‍ | Језички састав (са уделом преко 1%)‍ |
| ----------------------------------- | ----------------------------------- | ----------------------------------- | ----------------------------------- | ----------------------------------- |
|                                     |                                     |                                     |                                     |                                     |
| Српски језик                        | Српски језик                        |                                     | 18.615                              | 48,15%                              |
| Црногорски језик                    | Црногорски језик                    |                                     | 10.773                              | 27,86%                              |
| Босански језик                      | Босански језик                      |                                     | 7.894                               | 20,42%                              |
| Бошњачки језик                      | Бошњачки језик                      |                                     | 390                                 | 1,01%                               |
| остали                              | остали                              |                                     | 804                                 | 2,08%                               |
| неизјашњени                         | неизјашњени                         |                                     | 185                                 | 0,48%                               |

### Језички састав становништва општине по попису 2011. године
| Језички састав (са уделом преко 1%)‍ | Језички састав (са уделом преко 1%)‍ | Језички састав (са уделом преко 1%)‍ | Језички састав (са уделом преко 1%)‍ | Језички састав (са уделом преко 1%)‍ |
| ----------------------------------- | ----------------------------------- | ----------------------------------- | ----------------------------------- | ----------------------------------- |
|                                     |                                     |                                     |                                     |                                     |
| Српски језик                        | Српски језик                        |                                     | 20.717                              | 44,99%                              |
| Црногорски језик                    | Црногорски језик                    |                                     | 16.972                              | 36,85%                              |
| Босански језик                      | Босански језик                      |                                     | 5.748                               | 12,48%                              |
| остали                              | остали                              |                                     | 1.876                               | 4,07%                               |
| неизјашњени                         | неизјашњени                         |                                     | 738                                 | 1,60%                               |

### Попис 2003. године
| Национални састав 2003. године‍ | Национални састав 2003. године‍ | Национални састав 2003. године‍ | Национални састав 2003. године‍ | Национални састав 2003. године‍ |
| ------------------------------ | ------------------------------ | ------------------------------ | ------------------------------ | ------------------------------ |
|                                |                                |                                |                                |                                |
| Срби                           | Срби                           |                                | 20.275                         | 40,32%                         |
| Бошњаци                        | Бошњаци                        |                                | 11.377                         | 22,63%                         |
| Црногорци                      | Црногорци                      |                                | 8.936                          | 17,77%                         |
| Муслимани                      | Муслимани                      |                                | 7.936                          | 15,78%                         |

| Верски састав 2003. године‍ | Верски састав 2003. године‍ | Верски састав 2003. године‍ | Верски састав 2003. године‍ | Верски састав 2003. године‍ |
| -------------------------- | -------------------------- | -------------------------- | -------------------------- | -------------------------- |
|                            |                            |                            |                            |                            |
| Православци                | Православци                |                            | 28.966                     | 57,6%                      |
| Муслимани                  | Муслимани                  |                            | 19.964                     | 39,7%                      |